# B-trie
B-trie je trie
struktura podataka koja može efikasno da smesti i pronađe na disku niske
promenljive dužine.
B-trie je upoređivan sa nekoliko visoko preformansnih varijacija B-stabala koja čuvaju niske kao ključeve. B-trie se pokazao daleko superiornijim, pogotovo na test primerima sa dosta ponovljenih pretraga. Trenutno je jedan od najboljih načina za održavanje string rečnika na disku, zajedno sa drugim disk-baziranim zadacima, kao što su održavanje indeksa stringa baze podataka ili čuvanje rečnika velikih tekstualnih kolekcija. 

## Literatura
1. ↑  Askitis, Nikolas; Zobel, Justin (2008), „B-tries for Disk-based String Management”, VLDB Journal: 1—26, ISSN 1066-8888[мртва веза]